# Fenindionă
Fenindiona este un medicament anticoagulant din clasa antagoniștilor vitaminei K, derivat de indandionă. A fost introdus în terapie la începutul anilor 1950. Este similară ca mecanism de acțiune cu warfarina și acenocumarolul, dar produce reacții de hipersensibilitate, fiind foarte rar utilizată în prezent. Clorindiona este derivatul său clorurat. Calea de administrare disponibilă este cea orală.